# Liste der Naturdenkmale in Birenbach
| Naturdenkmale | Anzahl |
| ------------- | ------ |
| FND           | 0      |
| END           | 3      |
| Gesamt        | 3      |

Die Liste der Naturdenkmale in Birenbach nennt die verordneten Naturdenkmale (ND) der im baden-württembergischen Landkreis Göppingen liegenden Gemeinde Birenbach. In Birenbach gibt es insgesamt drei als Naturdenkmal geschützte Objekte, keines ist ein flächenhaftes Naturdenkmal (FND), alle sind Einzelgebilde-Naturdenkmale (END).
Stand: 31. Oktober 2016.

## Einzelgebilde (END)
| Name                     | Bild | Kennung     | Einzelheiten | Position | Fläche Hektar | Datum         |
| ------------------------ | ---- | ----------- | ------------ | -------- | ------------- | ------------- |
| 1 Eiche am Tobelweg      | BW   | 81170090004 | Birenbach    | ⊙        | 0,0           | 22. Juli 1994 |
| 1 Hainbuche am Geißberg  | BW   | 81170090002 | Birenbach    | ⊙        | 0,0           | 22. Juli 1994 |
| 1 Linde beim Bremenhöfle | BW   | 81170090001 | Birenbach    | ⊙        | 0,0           | 22. Juli 1994 |
| Legende für Naturdenkmal |      |             |              |          |               |               |